# Lauka
Lauka – wieś w Estonii, w prowincji Hiuma, w gminie Kõrgessaare.
W 2012 roku wieś liczyła 163 mieszkańców; w październiku 2010 – 166, w grudniu 2009 – 165.